# Cratere Gan
Gan  è un cratere sulla superficie di Marte.